# Adrenokrom
Adrenokrom je kemična spojina, derivat adrenalina (epinefrina), ki nastane z oksidacijo adrenalina. Pripona -krom se nanaša na temno vijolično barvo spojine, ne na element krom, ki ga adrenokrom ne vsebuje.
Reakcija oksidacije, ki pretvori adrenalin v adrenokrom, poteka v telesu (in vivo), pri umetni (in vitro) sintezi pa se uporablja srebrov oksid (Ag2O) kot katalizator. V raztopini je adrenokrom rožnate barve, z nadaljnjo oksidacijo polimerizira v melaninske spojine rjave ali črne barve.

## Psihoaktivni učinek
Študije iz 1950. let so poročale, da lahko adrenokrom ob zaužitju sproža psihoze. Kanadska psihologa Abram Hoffer in Humphry F. Osmond sta razvila teorijo, da ob nenormalnem nastajanju v možganskih celicah povzroča shizofrenijo, kar je pritegnilo precejšnjo pozornost v psihiatriji kot možen biokemičen mehanizem te duševne bolezni. Predlagala sta zdravilo – megavitaminsko terapijo, saj naj bi vitamin B3 (niacin) kot akceptor metilne skupine zaviral nastajanje adrenokroma v možganih. Tudi ta zamisel je bila konec 1960. let deležna precej pozornosti, vendar je kasneje zaradi metodoloških pomanjkljivosti študij, ki so jo podpirale, in nasprotnih dokazov zamrla.

## Kulturne reference
Adrenokrom in njegove psihoaktivne lastnosti omenja več znanih avtorjev sredine 20. stoletja, kot so Aldous Huxley v eseju »The Doors of Perception«, Anthony Burgess v romanu Peklenska pomaranča in Hunter S. Thompson v romanu Strah in groza v Las Vegasu.
V sodobnem času je adrenokrom predmet teorij zarote skrajno desničarskega gibanja QAnon. Te so se razvile in vključile elemente teorije zarote Pizzagate; sodeč po njih naj bi hollywoodski zvezdniki in ostali vplivneži v skrivnih kabalističnih krogih ugrabljali in zlorabljali otroke, iz krvi katerih naj bi pridobivali adrenokrom, bodisi kot psihoaktivno drogo, bodisi kot nekakšen eliksir mladosti. Avtorji sodobne teorije zarote so se verjetno naslanjali na Thompsonov roman, kjer lik Dr. Gonzo omeni, da je snov možno pridobiti le iz nadledvičnih žlez živih ljudi.